# Barbara Schüttpelz
Barbara Schüttpelz (Emsdetten, 9 de septiembre de 1956) es una deportista alemana que compitió en piragüismo en la modalidad de aguas tranquilas.
Participó en los Juegos Olímpicos de Los Ángeles 1984, obteniendo dos medallas, plata en la prueba de K1 500 m y bronce en K2 500 m.

## Palmarés internacional
| Juegos Olímpicos | Juegos Olímpicos             | Juegos Olímpicos  | Juegos Olímpicos |
| Año              | Lugar                        | Medalla           | Competición      |
| ---------------- | ---------------------------- | ----------------- | ---------------- |
| 1984             | Los Ángeles (Estados Unidos) | Medalla de plata  | K1 500 m         |
| 1984             | Los Ángeles (Estados Unidos) | Medalla de bronce | K2 500 m         |